# Fryderyk August Hanowerski

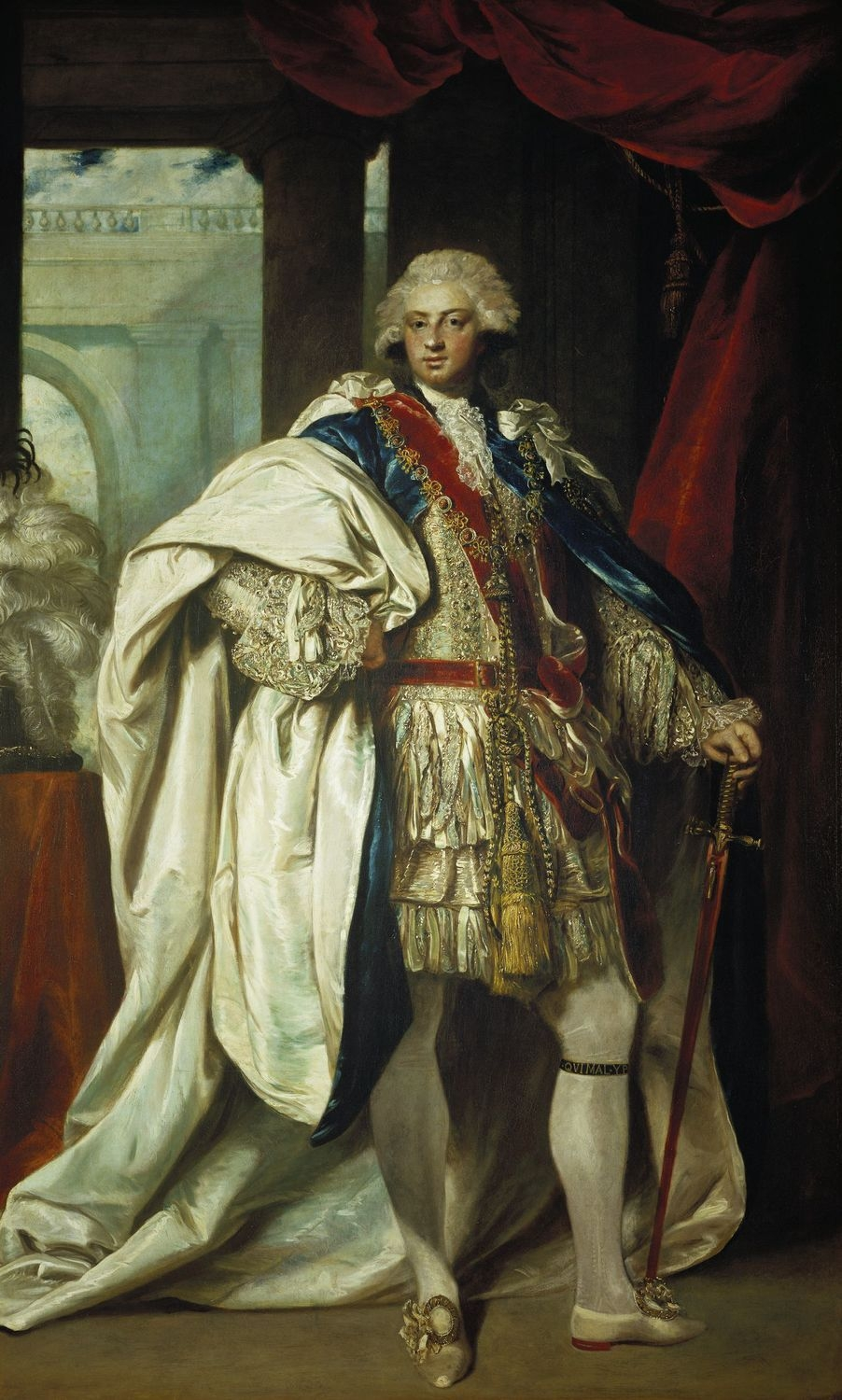
Joshua Reynolds: Fryderyk August, książę Yorku i Albany (1788)

Fryderyk August Hanowerski (ur. 16 sierpnia 1763 w Londynie, zm. 5 stycznia 1827 tamże) – książę Yorku, Brunszwik-Lüneburga, biskup Osnabrück, brytyjski marszałek.

## Życiorys
Fryderyk August był drugim synem króla Jerzego III i królowej Charlotte, księżniczki meklemburskiej. Jako niemowlę 27 lutego 1764 został wyznaczony na urząd biskupa Osnabrück. W wieku 17 lat, w 1784, jako młodszy syn panującego monarchy, został księciem Yorku i Albany.
Karierę wojskową rozpoczynał w Prusach. Tam 29 września 1791 roku, w Charlottenburgu, poślubił córkę króla Fryderyka Wilhelma II Hohenzollerna i Elżbiety Krystyny Brunszwickiej, Fryderykę Charlottę. Małżeństwo nie było szczęśliwe i w krótkim czasie orzeczono separację. Para nie miała dzieci.
Fryderyk August miewał wiele kochanek. Po śmierci żony w 1820 odmówił zawarcia kolejnego, legalnego małżeństwa, tym samym przestał być brany pod uwagę jako potencjalny następca tronu. Jego najstarszy brat Jerzy IV w 1820 nie miał męskiego potomka. Sprawa sukcesji po nim pozostawała nadal otwarta.
W 1793, pomimo braku potrzebnego doświadczenia, został mianowany dowódcą wojsk brytyjsko-hanowerskich stacjonujących w Holandii. Po zdobyciu Valenciennes rozpoczął oblężenie Dunkierki. Pokonany wycofał się z resztką swoich oddziałów do Wielkiej Brytanii. Mimo niepowodzeń w walce szybko awansował. W 1795 został mianowany marszałkiem, zaś w 1799 uczyniono go dowódcą wojsk brytyjsko-rosyjskich. Walczył ponownie na ziemiach holenderskich. Ponownie pokonany został 18 października i zmuszony do kapitulacji w Alkmaarze.

## Literatura
- Mariusz Misztal, Królowa Wiktoria, Wrocław 2010.
- Christopher Hibbert, Wellington, Warszawa 2001.